# Etzling
Etzling (deutsch Etzlingen) ist eine französische Gemeinde mit 1135 Einwohnern (Stand 1. Januar 2022) im Département Moselle in der Region Grand Est (bis 2015 Lothringen). Sie gehört zum Arrondissement Forbach-Boulay-Moselle, zum Kanton Stiring-Wendel und zum Gemeindeverband Forbach Porte de France.

## Geografie
Das kleine Dorf liegt vier Kilometer östlich von Forbach und drei Kilometer von der deutsch-französischen Grenze entfernt.

## Geschichte
Der Ort wurde erstmals 1446 erwähnt.

### Bevölkerungsentwicklung
| Jahr      | 1962 | 1968 | 1975 | 1982 | 1990 | 1999 | 2009 | 2019 |
| Einwohner | 769  | 862  | 901  | 856  | 1094 | 1188 | 1127 | 1161 |

## Sehenswürdigkeiten
- Kirche Saint-Hubert von 1890

Kirche Saint-Hubert
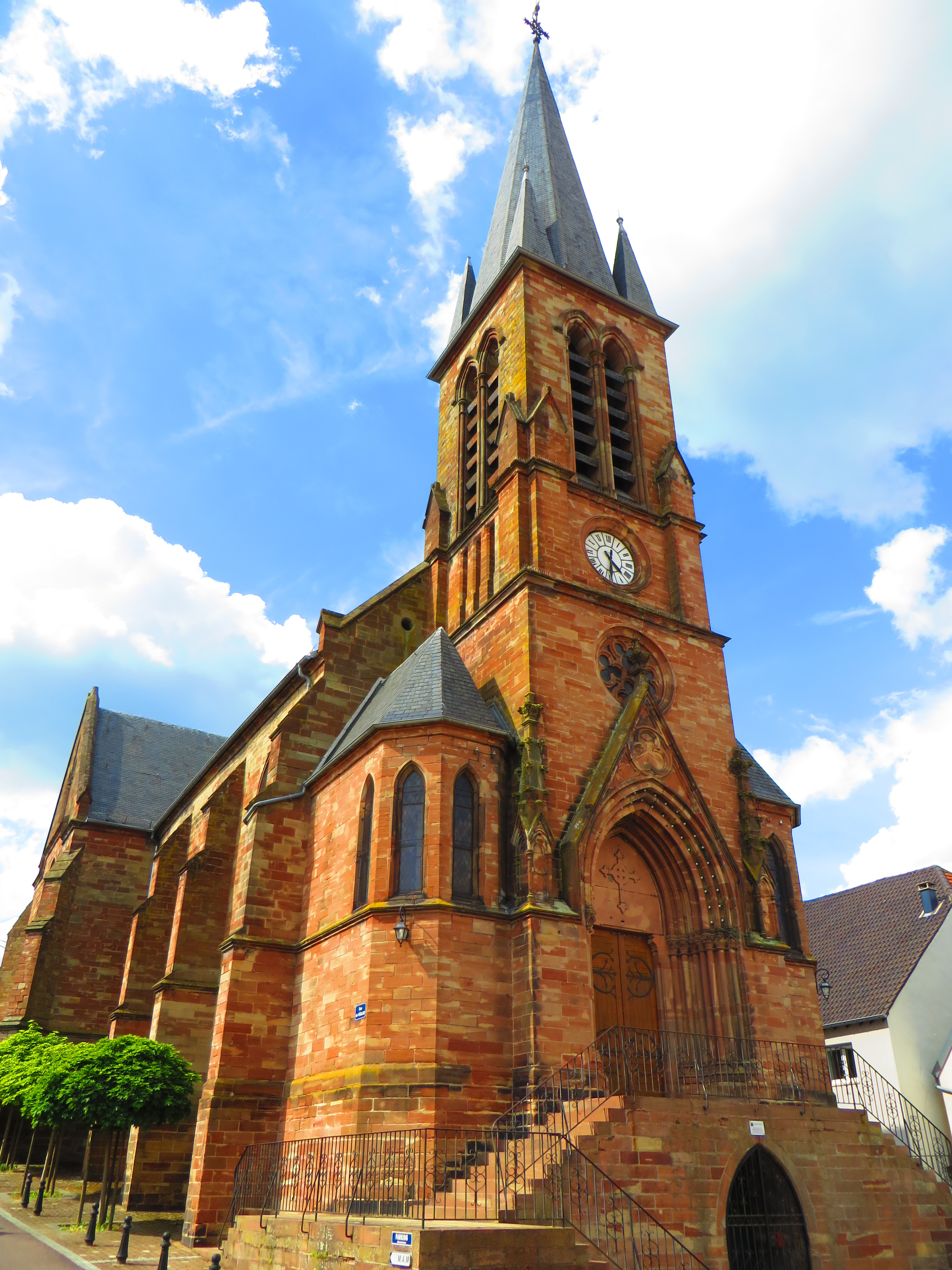
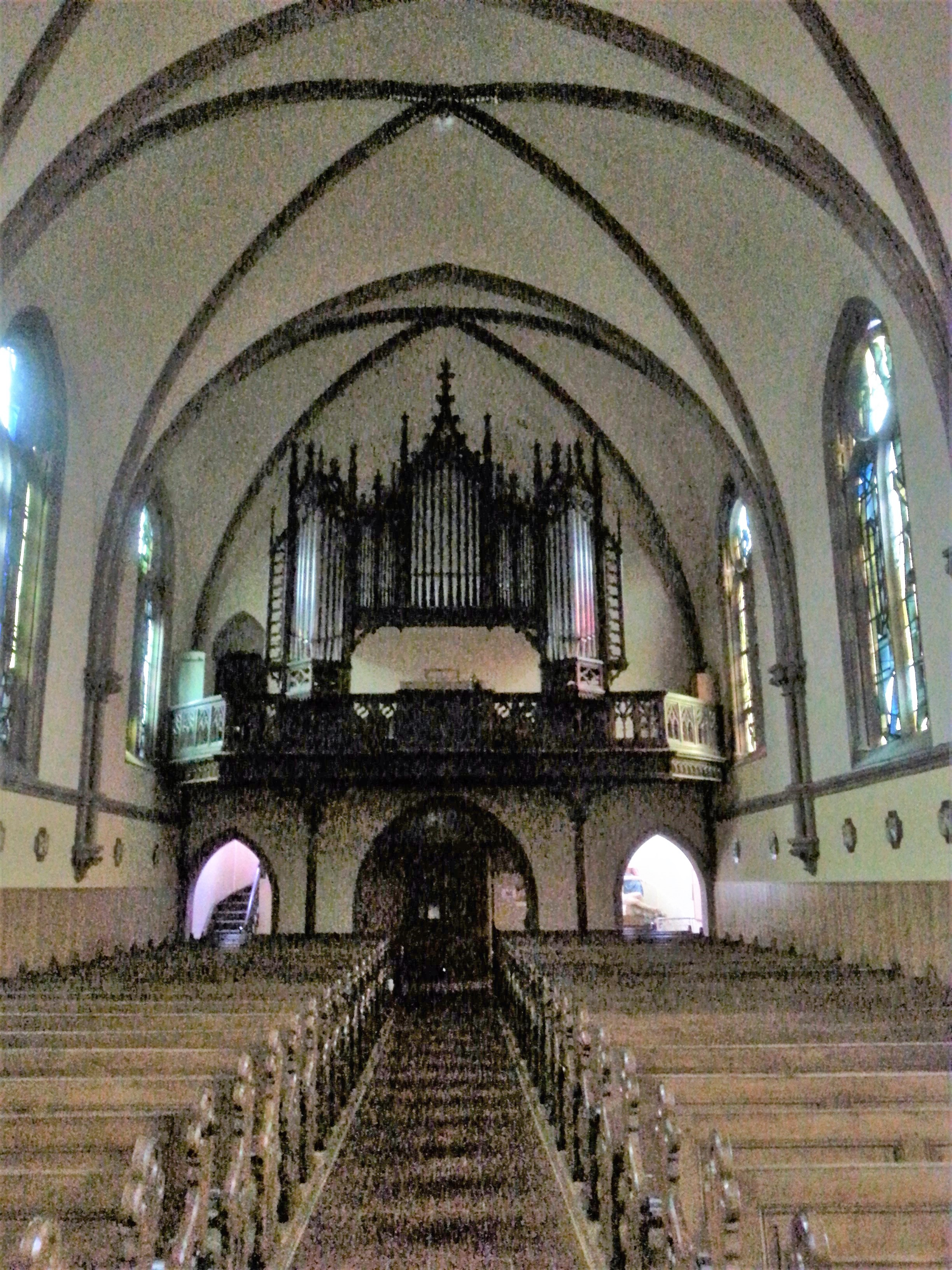